# Drewsteignton
Drewsteignton – wieś w Anglii, w hrabstwie Devon, w dystrykcie West Devon. Leży 18 km na zachód od miasta Exeter i 272 km na zachód od Londynu. W 2001 miejscowość liczyła 818 mieszkańców.